# ムサ・ディアッラ (2000年生のサッカー選手)
- ムサ・ディアラ

ムサ・ディアッラ（Moussa Diarra, 2000年11月10日 - ）は、フランス・セーヌ＝サン＝ドニ県スタン出身のサッカー選手。 ラ・リーガ・デポルティーボ・アラベス所属。マリ代表。ポジションはDF。

## クラブ経歴

### トゥールーズFC
2016年にトゥールーズFCのユースチームに入団。2018年にチームIIに昇格し、翌年トップチームに昇格。2020-21シーズンよりトップチームに定着し、以降先発に定着。2024年4月13日のスタッド・レンヌ戦では、前半32分にプロ初ゴールを決めた。

### デポルティーボ・アラベス
2024年7月18日、デポルティーボ・アラベスと4年契約を結んだ。

## 代表経歴
フランス・スタン出身ながら、マリ国籍も保有していた事もあり、同国籍を行使してマリ代表でプレーすることを決断。2022年9月に同代表に初招集。2023年3月のアフリカネイションズカップ2023予選のガンビア戦で先発で起用され、代表デビュー。2024年開催の本大会にも出場した。